# ݒ
Bāʾ trois points souscrits vers le haut ‹ ݒ › est une lettre additionnelle de l’alphabet arabe utilisée dans l’écriture de plusieurs langues sénégalaises et a été proposée durant des ateliers organisés par l’Isesco dans les années 1980. Elle est composée d’un bāʾ ‹ ب › diacrité de trois points souscrits vers le haut au lieu d’un point souscrit. Elle n’est pas à confondre avec le pe ‹ پ › dont les trois points sont vers le bas.

## Utilisation
Cette lettre a été proposée, durant des ateliers organisés par l’Isesco dans les années 1980, pour transcrire une consonne occlusive injective bilabiale voisée /ɓ/ dans l’écriture du mahorais, du haoussa et du pulaar, transcrite b crocheté ‹ ɓ › avec l’alphabet latin.
Un bāʾ petit v souscrit ‹ ࢠ › est ensuite proposé pour la transcription de cette consonne lors d’un atelier de l’Isesco à N’Djamena en 2003.
Au Sénégal, ‹ ݒ › fait partie des caractères coraniques harmonisés adoptés par la Direction de la promotion des langues nationales, mais y représente une consonne occlusive bilabiale sourde [p]. Elle est par exemple utilisé dans l’écriture du soninké avec l’ajami.